# Petrosaviàcies

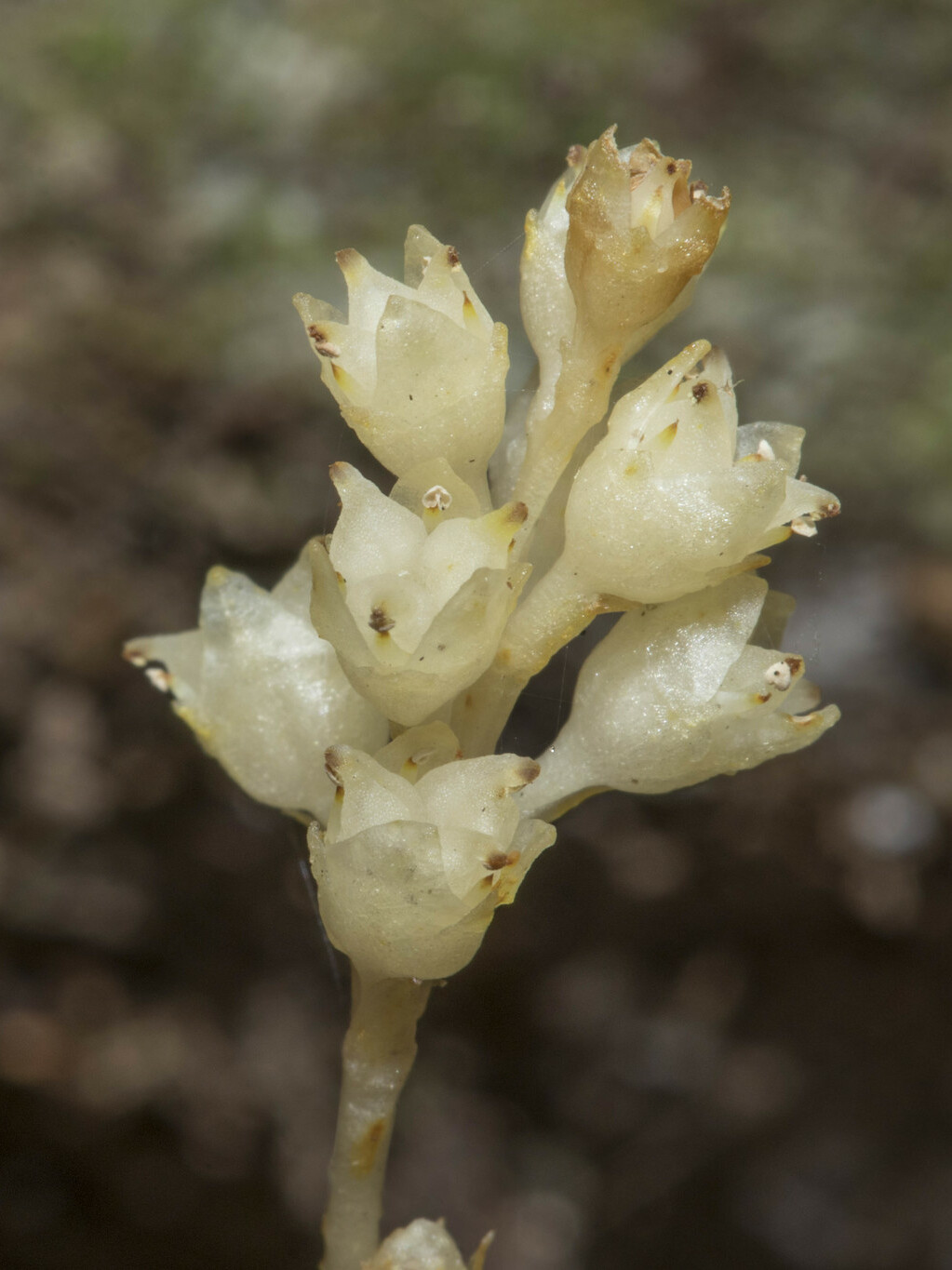
Petrosavia sakuraii

Les petrosaviàcies (Petrosaviaceae) són l'única família de plantes angiospermes de l'ordre monotípic de les petrosavials (Petrosaviales), dins del clade de les monocotiledònies (Monocotyledoneae).

## Descripció
Són plantes herbàcies micoheteròtrofa que viuen en zones elevades de les muntanyes de les selves pluvials. Sense fulles o amb fulles basals. Les flors són pedunculades agrupades en raïms o corimbes, tenen sis tèpals, tres carpels i sis estams. El fruit és un fol·licle.

## Taxonomia
L'ordre de les petrosavials va ser publicat per primer cop l'any 1997 a l'obra Diversity and Classification of Flowering Plants del botànic armeni Armèn Takhtadjan (1910-2009). La familia de les petrosaviàcies va ser publicada per primer cop al segon volum de l'obra The families of flowering plants pel botànic anglès John Hutchinson (1884-1972).
El primer sistema APG (1998) va deixar la família de les petrosaviàcies sense classificar dins de cap ordre degut a que els resultats de les anàlisis disponibles no eren concloents i aquesta situació es va mantenir a la versió APG II (2003). La versió APG III (2009) va recuperar l'ordre de les petrosavials per posar-hi la família de les petrosaviàcies, situació que s'ha mantingut al vigent sistema APG IV (2016).

### Gèneres
Dins d'aquesta família es reconeixen els dos gèneres següents:
- Japonolirion Nakai
- Petrosavia Becc.

### Espècies
El gènere Japonolirion és monotípic i la seva única espècie és nativa del Japó. El gènere Petrosavia agrupa dues espècies natives del Japó, la Xina, el sud-est asiàtic i Malèsia.